# Heusenstamm
Heusenstamm é um município da Alemanha, situado no distrito de Offenbach, no estado de Hesse. Tem 19,03 km² de área, e sua população em 2019 foi estimada em 18.956 habitantes.